# Abraham Rubio
Abraham Rubio Celada (España, 1 de abril de 1957) es un historiador, investigador y ceramólogo, reconocido experto en la obra de Daniel Zuloaga.
Doctorado en Historia del Arte por la Universidad Complutense de Madrid con la tesis «De la tradición a la modernidad. Los Zuloaga ceramistas», es académico correspondiente de la Real Academia de la Historia en Madrid y de la Real Academia de Historia y Arte de San Quirce de Segovia. Además de su actividad en el catálogo de los fondos del Museo Zuloaga segoviano, ha sido comisario de las exposiciones dedicadas a los Zuloaga en el Torreón de Lozoya de Segovia y el Museo Casa Lis de Salamanca.

## Selección de obras
- Los Zuloaga: Artistas de la cerámica (2007); ISBN 978-84-96209-88-6

- Fernando Chueca Goitia, arquitecto y humanista (2007); RAH. ISBN 9788495983831

- De la tradición a la modernidad: los Zuloaga ceramistas. Universidad Complutense, 2006. (tesis doctoral leída en 2004); ISBN 84-669-2579-1

- "El papel de los Zuloaga en la regeneración de la cerámica española a principios del siglo XX" (2010) En González Moreno, F. Renacimientos: la cerámica española en tiempos de Ruiz de Luna (pp. 211-227); Cuenca: Ediciones de la Universidad de Castilla-La Mancha.